# Coppa del Re 2006-2007
La Coppa del Re 2006-2007 fu la 103ª edizione del torneo. Fu vinta dal Siviglia.

## Primo turno
Le partite furono giocate dal 30 al 31 agosto 2006.
- Águilas
- Alcoyano
- Badajoz
- FC Cartagena
- Fuenlabrada
- Racing Ferrol

| Squadra 1            | Risultato       | Squadra 2             |
| -------------------- | --------------- | --------------------- |
| Badalona             | 2 - 0           | Villajoyosa           |
| Sestao River         | 0 - 1           | Burgos                |
| Gimnástica Segoviana | 2 - 0           | Universidad de Oviedo |
| Eibar                | 2 - 1           | Real Oviedo           |
| Benidorm             | 1 - 0           | Gramenet              |
| Granada              | 1 - 2           | Racing Portuense      |
| Real Unión           | 3 - 2           | AD Fundación Logroñés |
| Écija                | 2 - 1           | Villanovense          |
| Lugo                 | 2 - 0           | Torrelavega           |
| Universidad LPGC     | 0 - 0 (4-3 dcr) | Fuerteventura         |
| Rayo Vallecano       | 4 - 1           | Pontevedra            |
| Santa Eulalia        | 2 - 1           | Eldense               |
| Barbastro            | 0 - 0 (5-4 dcr) | Terrassa              |
| Alicante             | 0 - 1           | UE Lleida             |
| Peña Sport           | 2 - 1           | Sant Andreu           |
| Girona               | 0 - 4           | Orihuela              |
| CD Linares           | 2 - 1           | Córdoba               |
| CD Puertollano       | 4 - 1           | Parla                 |

## Secondo turno
Le partite furono giocate il 20 settembre 2006. A partire da questo turno entrarono in scena le squadre di Segunda División.
- Castellón

| Squadra 1            | Risultato       | Squadra 2        |
| -------------------- | --------------- | ---------------- |
| Vecindario           | 0 - 1 (dts)     | Hércules         |
| Malaga               | 2 - 1           | Ciudad de Murcia |
| Lorca Deportiva CF   | 0 - 1           | Real Valladolid  |
| Xerez                | 3 - 0           | Albacete         |
| Cadice               | 3 - 2           | Sporting Gijón   |
| Tenerife             | 1 - 2           | Alavés           |
| Real Murcia          | 0 - 1           | Las Palmas       |
| Numancia             | 1 - 1 (2-4 dcr) | Poli Ejido       |
| Salamanca UDS        | 0 - 1           | Almería          |
| Elche                | 1 - 0           | Ponferradina     |
| Écija                | 3 - 0           | Real Unión       |
| Racing Portuense     | 2 - 0           | Fuenlabrada      |
| Lugo                 | 1 - 1 (0-3 dcr) | Rayo Vallecano   |
| Alcoyano             | 2 - 1           | Benidorm         |
| Gimnástica Segoviana | 3 - 1           | FC Cartagena     |
| Peña Sport           | 2 - 0           | Barbastro        |
| Badalona             | 3 - 0           | Racing Ferrol    |
| Eibar                | 1 - 0           | Águilas          |
| Burgos               | 3 - 2           | Orihuela         |
| CD Puertollano       | 0 - 0 (4-3 dcr) | UE Lleida        |
| Badajoz              | 1 - 5           | CD Linares       |
| Universidad LPGC     | 1 - 0           | Santa Eulalia    |

## Terzo turno
Le partite furono giocate il 20 settembre 2006.
- Xerez

| Squadra 1        | Risultato       | Squadra 2            |
| ---------------- | --------------- | -------------------- |
| Castellón        | 1 - 0           | Cadice               |
| Elche            | 0 - 1           | Real Valladolid      |
| Poli Ejido       | 1 - 1 (4-5 dcr) | Alavés               |
| Almería          | 0 - 0 (4-5 dcr) | Malaga               |
| Hércules         | 2 - 0           | Las Palmas           |
| Racing Portuense | 3 - 2           | CD Linares           |
| Rayo Vallecano   | 0 - 0 (5-4 dcr) | CD Puertollano       |
| Écija            | 0 - 0 (5-4 dcr) | Eibar                |
| Burgos           | 2 - 2 (5-6 dcr) | Gimnástica Segoviana |
| Badalona         | 1 - 1 (7-6 dcr) | Universidad LPGC     |
| Peña Sport       | 2 - 0           | Alcoyano             |

## Sedicesimi di finale
Le partite furono giocate dal 24 ottobre al 9 novembre 2006. A partire da questo turno entrarono in scena le squadre di Primera División.
| Squadra 1            | Totale | Squadra 2        | Andata | Ritorno         |
| -------------------- | ------ | ---------------- | ------ | --------------- |
| Alavés               | 1 - 0  | Celta Vigo       | 0 - 0  | 1 - 0           |
| Atlético Madrid      | 1 - 1  | Levante          | 0 - 1  | 1 - 0 (4-2 dcr) |
| Écija                | 2 - 6  | Real Madrid      | 1 - 1  | 1 - 5           |
| Badalona             | 1 - 6  | Barcellona       | 1 - 2  | 0 - 4           |
| Peña Sport           | 0 - 4  | Osasuna          | 0 - 0  | 0 - 4           |
| Racing Portuense     | 1 - 4  | Valencia         | 1 - 2  | 0 - 2           |
| Gimnástica Segoviana | 0 - 4  | Siviglia         | 0 - 1  | 0 - 3           |
| Rayo Vallecano       | 2 - 1  | Espanyol         | 1 - 1  | 1 - 0           |
| Castellón            | 0 - 4  | Villarreal       | 0 - 2  | 0 - 2           |
| Xerez                | 2 - 3  | Getafe           | 0 - 2  | 2 - 1           |
| Malaga               | 5 - 3  | Real Sociedad    | 4 - 1  | 1 - 2           |
| Real Valladolid      | 4 - 1  | Gimnàstic        | 1 - 0  | 3 - 1           |
| Hércules             | 1 - 3  | Real Saragozza   | 1 - 1  | 0 - 2           |
| Deportivo La Coruña  | 1 - 1  | Racing Santander | 1 - 0  | 0 - 1 (3-1 dcr) |
| Recreativo Huelva    | 0 - 2  | Real Betis       | 0 - 0  | 0 - 2           |
| Athletic Bilbao      | 2 - 3  | Maiorca          | 1 - 1  | 1 - 2           |

## Ottavi di finale
Le partite furono giocate dal 9 al 18 gennaio 2007.
| Squadra 1       | Totale | Squadra 2           | Andata | Ritorno |
| --------------- | ------ | ------------------- | ------ | ------- |
| Atlético Madrid | 1 - 3  | Osasuna             | 1 - 1  | 0 - 2   |
| Malaga          | 1 - 3  | Real Saragozza      | 0 - 3  | 1 - 0   |
| Real Valladolid | 3 - 1  | Villarreal          | 2 - 1  | 1 - 0   |
| Rayo Vallecano  | 1 - 3  | Siviglia            | 0 - 0  | 1 - 3   |
| Maiorca         | 2 - 3  | Deportivo La Coruña | 1 - 2  | 1 - 1   |
| Alavés          | 2 - 5  | Barcellona          | 0 - 2  | 2 - 3   |
| Getafe          | 5 - 3  | Valencia            | 1 - 1  | 4 - 2   |
| Real Betis      | 1 - 1  | Real Madrid         | 0 - 0  | 1 - 1   |

## Quarti di finale
I quarti furono giocati dal 31 gennaio al 28 febbraio 2007.
| Squadra 1           | Totale | Squadra 2       | Andata | Ritorno |
| ------------------- | ------ | --------------- | ------ | ------- |
| Getafe              | 3 - 1  | Osasuna         | 3 - 0  | 0 - 1   |
| Deportivo La Coruña | 5 - 2  | Real Valladolid | 4 - 1  | 1 - 1   |
| Barcellona          | 2 - 2  | Real Saragozza  | 0 - 1  | 2 - 1   |
| Siviglia            | 1 - 0  | Real Betis      | 0 - 0  | 1 - 0   |

## Semifinali
Le semifinali furono giocate dal 18 aprile al 10 maggio 2007.
| Squadra 1           | Totale | Squadra 2 | Andata | Ritorno |
| ------------------- | ------ | --------- | ------ | ------- |
| Barcellona          | 5 - 6  | Getafe    | 5 - 2  | 0 - 4   |
| Deportivo La Coruña | 0 - 5  | Siviglia  | 0 - 3  | 0 - 2   |

## Finale
| Squadra 1 | Risultato | Squadra 2 |
| --------- | --------- | --------- |
| Siviglia  | 1 - 0     | Getafe    |

| Arbitro: | Julián Rodríguez Santiago |

|             |           |  |
| Kanouté 10’ | Marcatori |  |

## Classifica marcatori
| Gol |  |  | Giocatore        | Squadra              |
| --- |  |  | ---------------- | -------------------- |
| 7   |  |  | Javier Saviola   | Barcellona           |
| 6   |  |  | Daniel Güiza     | Getafe               |
| 4   |  |  | Frédéric Kanouté | Siviglia             |
| 4   |  |  | Yordi            | Xerez                |
| 3   |  |  | David Gallo      | CD Linares           |
| 3   |  |  | Eiður Guðjohnsen | Barcellona           |
| 3   |  |  | Nihat Kahveci    | Villarreal           |
| 3   |  |  | Nolito           | Écija                |
| 3   |  |  | Abraham Paz      | Cadice               |
| 3   |  |  | Antonio Ramírez  | Gimnástica Segoviana |
| 3   |  |  | Diego Torres     | Rayo Vallecano       |